# Мангушская поселковая община
Ма́нгушская поселковая территориальная община (укр. Ма́нгушська селищна територіальна громада) — территориальная община в Мариупольском районе Донецкой области Украины. Административный центр — посёлок городского типа Мангуш.
Код общины согласно украинскому «Кодификатору административно территориальных единиц и территорий территориальных общин» (КАТЕТТО) — UA14140030000092230.

## География и природные ресурсы
Площадь общины — 635,1 км2 (является приближённой к существующей и должна быть рассчитана после определения всех границ территориальных общин, установленном в порядке, определённом законодательством).
Мангушская поселковая община граничит:
- на севере — с Никольской поселковой общиной Мариупольского района Донецкой области;
- на юге — с акваторией Азовского моря;
- на западе — с Берестовской и Осипенковской сельскими общинами Бердянского района Запорожской области;
- на востоке — с Мариупольской городской общиной Мариупольского района Донецкой области.

По территории протекают 7 рек, общая длина которых составляет 63 км:
- Берда (впадает в Азовское море в городе Бердянске);
- Зелёная (впадает в Азовское море в селе Урзуф);
- Камышеватка (впадает в Азовское море в селе Юрьевка);
- Каратыш (впадает в реку Берду у села Стародубовка);
- Каратюк (впадает в реку Берду в селе Захаровка);
- Мокрая Белосарайка (впадает в Азовское море в посёлке городского типа Ялта);
- Сухая Белосарайка (впадает в реку Мокрую Белосарайку у посёлка городского типа Ялта).

Бо́льшая часть территории общины является степной равниной, которую пересекают реки, лиманы, многочисленные балки и овраги. Флора и фауна представлены степными и лесостепными видами. Часть площади занимают болотистые солонцеватые почвы (18%), намытые почвы (4,1%), лесные солончаки (0,2%). Общая площадь лесных насаждений составляет 1’657 га.
На территории общины располагаются охраняемые территории — части природного национального парка «Меотида» (площадь на территории общины — 7’939 га), в том числе:
- ландшафтный заказник общегосударственного значения «Белосарайская коса» возле села Белосарайская Коса (площадь — 616 га);
- орнитологический заказник общегосударственного значения «Приазовский цапельник» возле посёлка городского типа Ялта (площадь — 100 га).
- часть ландшафтного парка регионального значения «Половецкая степь» возле села Захаровка (площадь на территории общины — 230 га);
- памятник природы местного значения «Сосновые культуры» возле села Юрьевка (площадь — 5 га).

## Население и населённые пункты
Население общины:
- 24’140 человек (рассчитано по данным Госстата Украины на 01.01.2020)
- 35’950 человек (рассчитано с учётом внутренне перемещённых лиц по данным Минфина Украины по состоянию на 01.01.2021).

Плотность населения — 56,6 чел./км2.
В состав общины входят 2 посёлка городского типа и 15 сёл:
| Населённый пункт                                                | Население, чел. (на 01.01.2021) | Код КАТЕТТО (с 2020) | Код КОАТУУ (до 2020) |
| --------------------------------------------------------------- | ------------------------------- | -------------------- | -------------------- |
| посёлок городского типа Мангуш укр. селище міського типу Мангуш | 8’331                           | UA14140030010076696  | 1423955100           |
| посёлок городского типа Ялта укр. селище міського типу Ялта     | 5’321                           | UA14140030020058899  | 1423955500           |
| село Азовское укр. село Азовське                                | 443                             | UA14140030030011459  | 1423955501           |
| село Бабах-Тарама укр. село Бабах-Тарама                        | 120                             | UA14140030040043236  | 1423985502           |
| село Белосарайская Коса укр. село Білосарайська Коса            | 901                             | UA14140030050040224  | 1423984402           |
| село Буряковая Балка укр. село Бурякова Балка                   | 204                             | UA14140030060086450  | 1423984403           |
| село Глубокое укр. село Глибоке                                 | 116                             | UA14140030070040581  | 1423984404           |
| село Демьяновка укр. село Дем’янівка                            | 922                             | UA14140030080044382  | 1423983302           |
| село Захаровка укр. село Захарівка                              | 660                             | UA14140030090094090  | 1423986602           |
| село Камышеватое укр. село Комишувате                           | 844                             | UA14140030100070925  | 1423983301           |
| село Мелекино укр. село Мелекіне                                | 1’356                           | UA14140030110070654  | 1423984401           |
| село Огородное укр. село Огороднє                               | 114                             | UA14140030120022722  | 1423984405           |
| село Портовское укр. село Портівське                            | 624                             | UA14140030130091362  | 1423984406           |
| село Стародубовка укр. село Стародубівка                        | 788                             | UA14140030140023070  | 1423986601           |
| село Украинка укр. село Українка                                | 196                             | UA14140030150053401  | 1423983303           |
| село Урзуф укр. село Урзуф                                      | 2’904                           | UA14140030160031433  | 1423985501           |
| село Юрьевка укр. село Юр’ївка                                  | 296                             | UA14140030170032293  | 1423955502           |

## Руководство и местное самоуправление
По результатам местных выборов 25 октября 2020 года главой общины (поселковым головой) был избран Владимир Ильич Караберов (укр. Володимир Ілліч Караберов); официально утверждён в должности 26 ноября 2020 года.
26 ноября 2020 года, на I сессии поселкового совета, было избрано руководство общиной:
- секретарь поселкового совета: Светлана Валентиновна Олефир (укр. Світлана Валентинівна Олефір) [7];
- первый заместитель поселкового головы: Михаил Станиславович Агурбаш (укр. Михайло Станіславович Агурбаш) [8];
- секретарь исполнительного комитета поселкового совета: Полина Пантелеевна Жогло (укр. Поліна Пантеліївна Жогло)[9].

В тот же день были назначены временные старосты населённых пунктов общины — по одному старосте на каждый бывший местный совет (кроме Мангушского):
- Сергей Владимирович Курченко (укр. Сергій Володимирович Курченко) — староста сёл Камышеватое, Демьяновка, Украинка (до 22.12.2021)[10];
- Геннадий Михайлович Янковский (укр. Геннадій Михайлович Янковський) — староста сёл Мелекино, Белосарайская Коса, Портовское, Буряковая Балка, Глубокое, Огородное[11];
- Александр Анатольевич Троян (укр. Олександр Анатолійович Троян) — староста сёл Стародубовка, Захаровка (до 22.12.2021)[12];
- Виталий Исидорович Абрамов (укр. Віталій Ісидорович Абрамов) — староста сёл Урзуф, Бабах-Тарама (до 22.12.2021)[13];
- Сергей Леонидович Спахи (укр. Сергій Леонідович Спахи) — староста посёлка городского типа Ялта и сёл Юрьевка, Азовское[14].

20 октября 2021 года были продлены полномочия старостам округов, не затронутых укрупнением — Мелекинского и Ялтинского:
- Геннадий Михайлович Янковский (укр. Геннадій Михайлович Янковський) — староста Мелекинского старостинского округа (сёла Мелекино, Белосарайская Коса, Портовское, Буряковая Балка, Глубокое, Огородное);
- Сергей Леонидович Спахи (укр. Сергій Леонідович Спахи) — староста Ялтинского старостинского округа (посёлок городского типа Ялта и сёла Юрьевка, Азовское).

3 декабря 2021 года был утверждён староста Урзуфского округа (объединившего сёла бывших Урзуфского, Камышеватского и Стародубовского сельсоветов), который вступил в должность 23 декабря того же года:
- Иван Васильевич Топузов (укр. Іван Васильович Топузов) — староста Урзуфского старостинского округа (сёла Урзуф, Бабах-Тарама, Камышеватое, Демьяновка, Украинка, Стародубовка, Захаровка).

## Символика
30 сентября 2021 года были официально утверждены герб и флаг Мангушской поселковой общины, за основу которых были взяты герб и флаг бывшего Мангушского района, в которые были внесены мелкие изменения (надпись «Мангушська селищна територіальна громада» вместо «Першотравневий район» на ленте герба; две белых волнистых линии на нижней синей части флага).
Герб общины представляет собой пересечённый щит и в верхней части раздвоен. В первой части зелёного цвета — золотой пшеничный сноп. Во второй золотой части — глиняная амфора натурального цвета, с нанесением изображения чёрного коня. В нижней части лазоревого цвета — серебряная рыба (судак), плывущая вправо, сопровождаемая сверху серебряным шиповидным нитяным поясом. Щит обрамлён двумя ветками виноградной лозы зелёного цвета з гроздьями винограда натурального синего цвета. Ветки виноградной лозы обвиты красной лентой, в нижней части которой золотыми буквами надпись «Мангушська селищна територіальна громада».

Флаг общины представляет собой прямоугольник, полотнище которого разделено горизонтально пополам. Его верхняя часть разделена вертикально пополам: правая часть жёлтого цвета, левая часть — зелёного, а нижняя часть синего цвета, на ней изображены две белые волнистые линии, символизирующие Азовское море, на побережье которого расположена община.

## История
Территориальная община была образована в рамках административно-территориальной реформы 2015—2020 годов и реформы децентрализации на Украине.
Нормативными актами для создания общины стали распоряжение Кабинета министров Украины № 710-р от 12 июня 2020 года «Об определении административных центров и утверждении территорий территориальных общин Донецкой области» и постановление Верховной рады Украины № 807-IX от 17 июля 2020 года «Об образовании ликвидации районов», вступившие в силу 17 июля 2020 года.
В состав общины вошла бо́льшая часть территории ликвидированного Мангушского (до 2016 — Першотравневого) района (за исключением бывших Бердянского и Покровского (до 2016 — Ильичовского) сельсоветов, включённых в состав Мариупольской городской общины):
- бывший Мангушский[укр.] (до 1995 — Першотравневый) поселковый совет:
  - посёлок городского типа Мангуш (до 1995 — Першотравневое);
- бывший Ялтинский[укр.] поселковый совет:
  - посёлок городского типа Ялта;
  - село (до 2011 — посёлок) Азовское;
  - село Юрьевка;
- бывший Камышеватский[укр.] сельский совет:
  - село Камышеватое;
  - село (до 2011 — посёлок) Демьяновка;
  - село Украинка (до 2016 — Червоная Украина);
- бывший Мелекинский сельский совет[укр.]:
  - село Мелекино;
  - село Белосарайская Коса;
  - село Буряковая Балка;
  - село (до 2011 — посёлок) Глубокое;
  - село Огородное;
  - село (до 2011 — посёлок) Портовское;
- бывший Стародубовский[укр.] сельский совет:
  - село Стародубовка;
  - село Захаровка;
- бывший Урзуфский[укр.] (до 1989 — Приморский) сельский совет:
  - село Урзуф (до 1989 — Приморское);
  - село (до 2011 — посёлок) Бабах-Тарама.

30 сентября 2021 года на территории общины были образованы 3 старостинских округа для представления интересов населённых пунктов общины (кроме административного центра — Мангуша, подчиняющегося напрямую Мангушскому поселковому совету):
- Мелекинский старостинский округ — на территории бывшего Мелекинского сельского совета;
- Урзуфский старостинский округ — на территории бывших Камышеватского, Стародубовского и Урзуфского сельских советов;
- Ялтинский старостинский округ — на территории бывшего Ялтинского поселкового совета.

С начала марта 2022 года территория общины контролируется вооружёнными силами (народной милицией) ДНР и войсками Российской Федерации. Власти ДНР не признают ни изменений в территориальном делении, ни переименований населённых пунктов и административных районов на территории Донецкой области после 11 мая 2014 года. Таким образом, фактически Мангушская поселковая община была ликвидирована, и на её территории возвращено административно-территориальное деление по состоянию на 2014 год. Территория общины вновь вошла в восстановленный Мангушский район.
30 сентября 2022 года вся бывшая территория общины (вместе с остальной подконтрольной России частью ДНР) аннексирована Российской Федерацией.

## Туризм
Территория Мангушской поселковой общины на юге омывается водами Азовского моря. На морском побережье расположены 3 населённых пункта, отнесённые Постановлением Кабинета министров Украины № 1391 от 15.12.1997 к разряду курортных: посёлок городского типа Ялта (с селом Юрьевка), село Урзуф (с селом Бабах-Тарама) и село Мелекино (с селом Белосарайская Коса).
Рекреационный потенциал побережья характеризуется тёплым морем, комфортными ракушечно-песчаными пляжами, благоприятными климатическими условиями (большим числом ясных дней), морскими бризами, запасами минеральных вод и лечебных грязей.
Вдоль побережья протяжённостью 56 км расположено 256 оздоровительных учреждений, которые занимают прибрежную полосу шириной 200—800 метров. Общая вместимость учреждений составляет 36 тысяч мест. На протяжении летнего периода на побережье отдыхает около 700 тысяч человек в год — жители как Украины, так и ближнего зарубежья.